# Santok (gmina)
Pour les articles homonymes, voir Santok.
Santok est une gmina rurale (gmina wiejska) de la powiat de Gorzów, dans la Voïvodie de Lubusz, dans l'ouest de la Pologne.
Son siège administratif (chef-lieu) est le village de Santok, qui se situe environ 12 kilomètres à l'est de Gorzów Wielkopolski (siège de la powiat).
La gmina couvre une superficie de 168,3 km2 pour une population de 7 570 habitants en 2006.

## Histoire
De 1975 à 1998, la gmina est attachée administrativement à la voïvodie de Gorzów.

Depuis 1999, elle fait partie de la voïvodie de Lubusz.

## Géographie
La gmina de Santok inclut les villages et localités de :

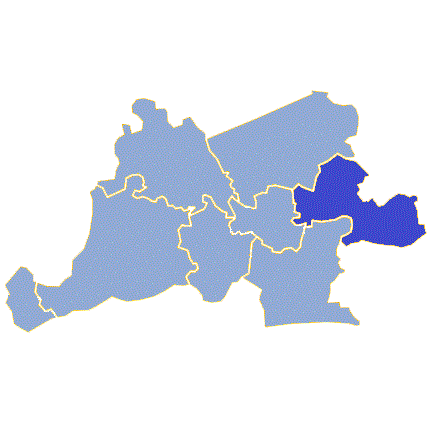
Plan de la gmina

- Baranowice
- Czechów
- Górki
- Gralewo
- Janczewo
- Jastrzębnik
- Lipki Małe
- Lipki Wielkie
- Ludzisławice
- Mąkoszyce
- Nowe Polichno
- Płomykowo
- Santok
- Stare Polichno
- Wawrów

### Gminy voisines
La gmina de Santok est voisine de :

la ville de :
- Gorzów Wielkopolski

et des gminy suivantes :
- Deszczno
- Drezdenko
- Kłodawa
- Skwierzyna
- Strzelce Krajeńskie
- Zwierzyn

## Structure du terrain
D'après les données de 2002, la superficie de la commune de Santok est de 168,3 km2, répartis comme telle :
- terres agricoles : 51%
- forêts : 35%

La commune représente 13,93% de la superficie du powiat.

## Démographie
Données du 30 juin 2004 :
| Description        | Total  | Total | Femmes | Femmes | Hommes | Hommes |
| ------------------ | ------ | ----- | ------ | ------ | ------ | ------ |
| Unité              | Nombre | %     | Nombre | %      | Nombre | %      |
| Population         | 7 547  | 100   | 3 785  | 50,2   | 3 762  | 49,8   |
| Densité (hab./km²) | 44,8   | 44,8  | 22,5   | 22,5   | 22,4   | 22,4   |